# Communauté de communes Pays Fort Sancerrois Val de Loire
La communauté de communes Pays Fort Sancerrois Val de Loire est une communauté de communes française située dans le département du Cher et la région Centre-Val de Loire.
Elle est issue de la fusion en 2017 des communautés de communes Cœur du Pays Fort, Haut-Berry - Val de Loire et du Sancerrois rassemblant ainsi l'ensemble des communes du Canton de Sancerre.

## Historique
Elle est créée à la suite du Schéma de coopération intercommunale (SDCI) prenant effet le 1er janvier 2017 car Cœur du Pays Fort ne dépassait pas les 15 000 habitants imposés par la Loi NOTRe ; le seuil est ajustable sous certaines conditions de densité mais avec une densité inférieure à 51,7 hab/km2, la structure avaient l'obligation de fusionner.
C'est l'objectif de la prescription numéro 3 du schéma de réunir cette intercommunalité aux deux intercommunalités voisines. Il n’y a que les conseillers communautaires de Cœur du Pays Fort qui étaient favorables à cette fusion, les deux autres ayant manifesté leur désaccord ne serait-ce que sur le nom. 17 conseils seront favorables contre 15 défavorables.
L’arrêté fixant le périmètre est signé le 10 mai 2016 confirmé le 12 décembre par l’arrêté définitif

## Géographie

### Géographie physique
Située au nord du département du Cher, la communauté de communes Pays Fort Sancerrois Val de Loire regroupe 36 communes et présente une superficie de 688 km2.

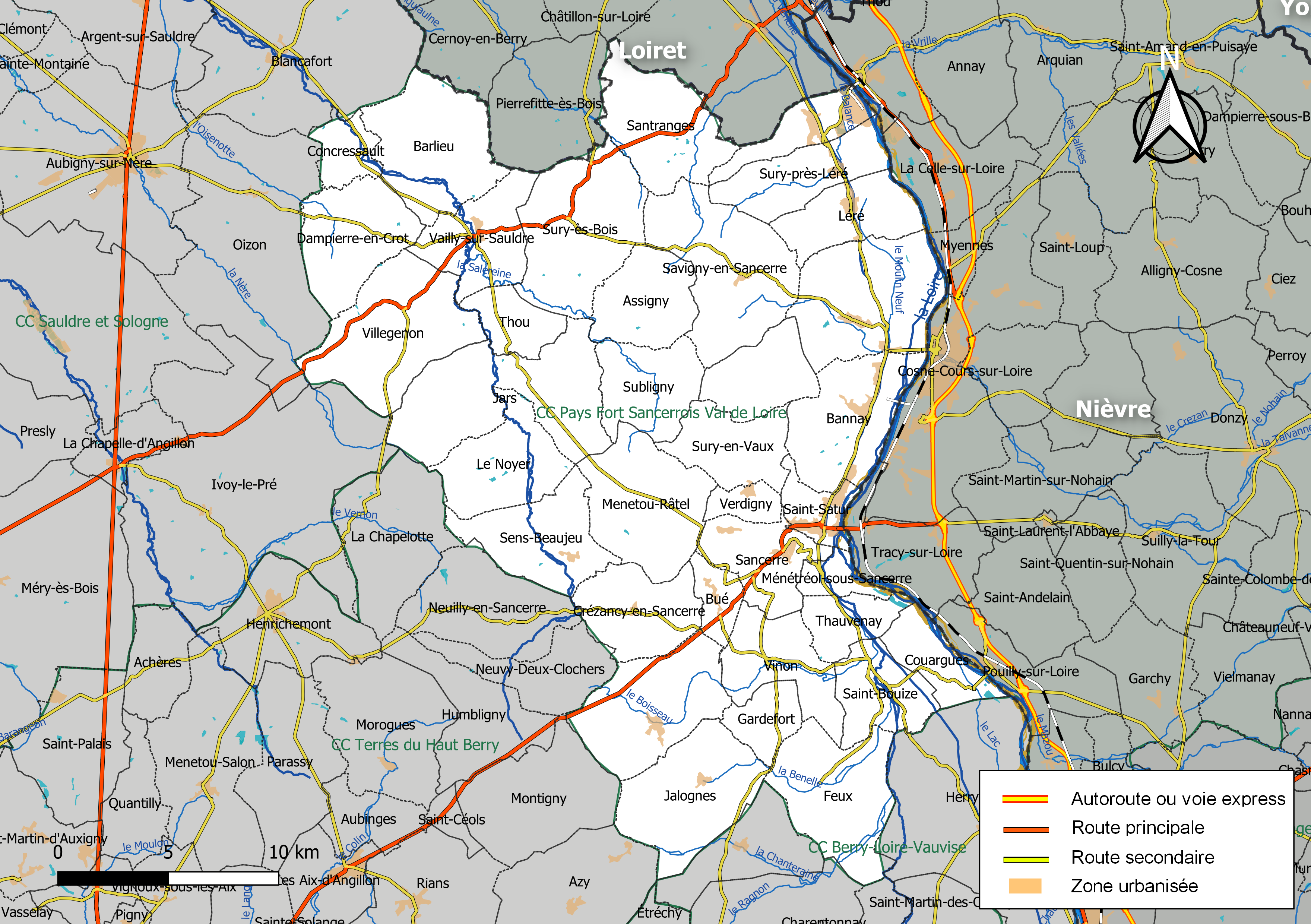
Carte de la communauté de communes Pays Fort Sancerrois Val de Loire au 1er janvier 2019.

### Composition

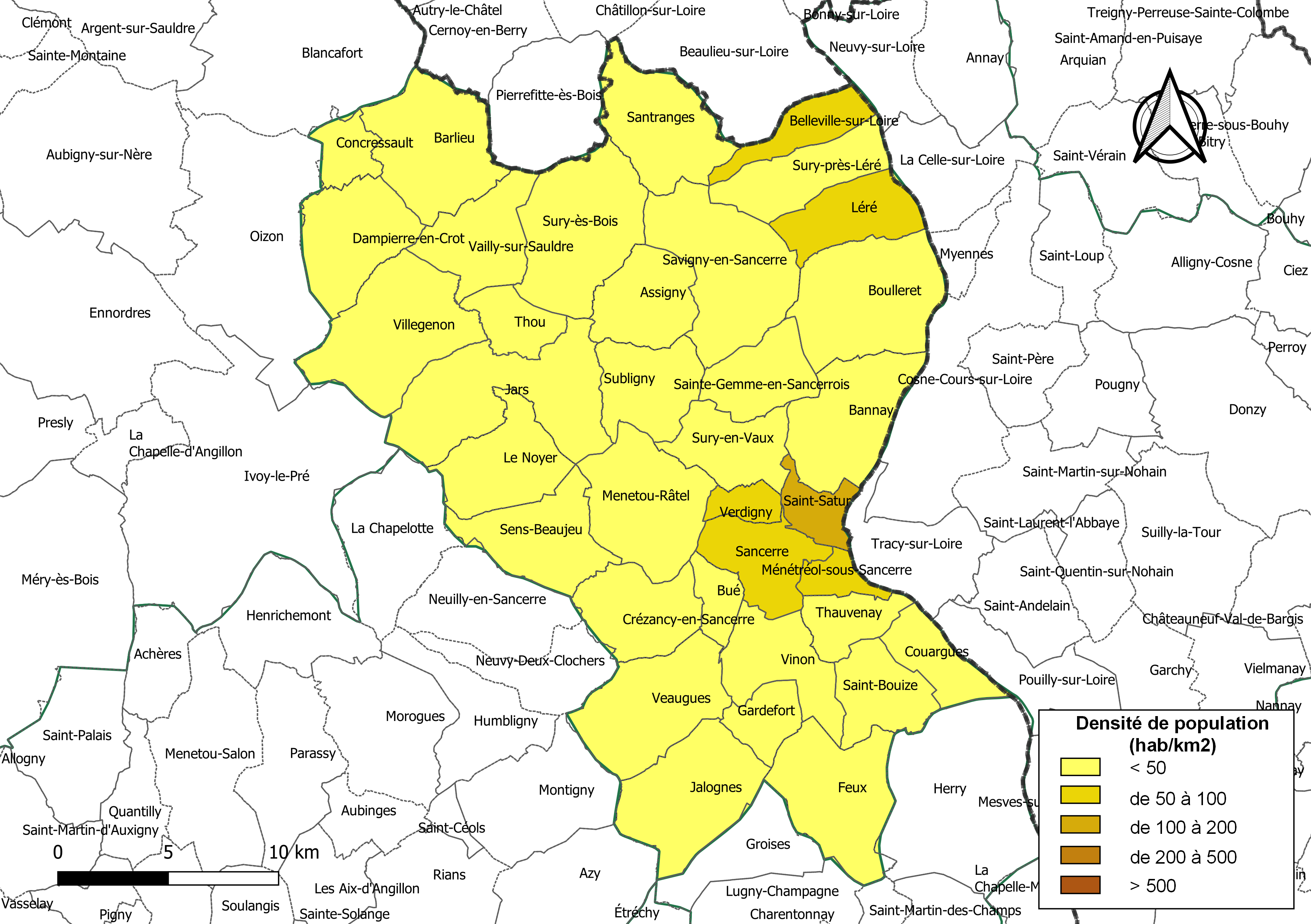
Carte des densités de population (millésimée 2016) des communes de la communauté de communes Pays Fort Sancerrois Val de Loire. Composition en communes au 1er janvier 2019.

La communauté de communes est composée des 36 communes suivantes :

| Nom                        | Code Insee | Gentilé         | Superficie (km2) | Population (dernière pop. légale) | Densité (hab./km2) |
| -------------------------- | ---------- | --------------- | ---------------- | --------------------------------- | ------------------ |
| Sancerre (siège)           | 18241      | Sancerrois      | 16,27            | 1 328 (2022)                      | 82                 |
| Assigny                    | 18014      | Assignilais     | 17,05            | 152 (2022)                        | 8,9                |
| Bannay                     | 18020      | Bannaisiens     | 25,03            | 841 (2022)                        | 34                 |
| Barlieu                    | 18022      | Barlociens      | 27,87            | 336 (2022)                        | 12                 |
| Belleville-sur-Loire       | 18026      | Bellevillois    | 11,01            | 990 (2022)                        | 90                 |
| Boulleret                  | 18032      | Boulleréens     | 32,71            | 1 389 (2022)                      | 42                 |
| Bué                        | 18039      | Buétons         | 6,3              | 305 (2022)                        | 48                 |
| Concressault               | 18070      | Concressaultois | 7,45             | 196 (2022)                        | 26                 |
| Couargues                  | 18074      | Couarguais      | 11,62            | 197 (2022)                        | 17                 |
| Crézancy-en-Sancerre       | 18079      | Crézancyniens   | 18,92            | 425 (2022)                        | 22                 |
| Dampierre-en-Crot          | 18084      |                 | 22,05            | 203 (2022)                        | 9,2                |
| Feux                       | 18094      | Feuxois         | 27,46            | 323 (2022)                        | 12                 |
| Gardefort                  | 18098      |                 | 8,44             | 126 (2022)                        | 15                 |
| Jalognes                   | 18116      |                 | 28,09            | 269 (2022)                        | 9,6                |
| Jars                       | 18117      | Jarsois         | 37,34            | 491 (2022)                        | 13                 |
| Léré                       | 18125      | Léréens         | 15,98            | 1 095 (2022)                      | 69                 |
| Menetou-Râtel              | 18144      | Monastéliens    | 28,01            | 463 (2022)                        | 17                 |
| Ménétréol-sous-Sancerre    | 18146      |                 | 5,67             | 296 (2022)                        | 52                 |
| Le Noyer                   | 18168      |                 | 19,98            | 236 (2022)                        | 12                 |
| Saint-Bouize               | 18200      |                 | 14,97            | 258 (2022)                        | 17                 |
| Saint-Satur                | 18233      | Gordoniens      | 7,86             | 1 410 (2022)                      | 179                |
| Sainte-Gemme-en-Sancerrois | 18208      |                 | 14,84            | 403 (2022)                        | 27                 |
| Santranges                 | 18243      | Santrangeois    | 24,31            | 438 (2022)                        | 18                 |
| Savigny-en-Sancerre        | 18246      | Savignacois     | 33,31            | 1 111 (2022)                      | 33                 |
| Sens-Beaujeu               | 18249      | Sembeljoutains  | 21,54            | 403 (2022)                        | 19                 |
| Subligny                   | 18256      | Saulinois       | 17,26            | 337 (2022)                        | 20                 |
| Sury-en-Vaux               | 18258      | Surycéens       | 15,82            | 685 (2022)                        | 43                 |
| Sury-ès-Bois               | 18259      | Suryssois       | 31,9             | 300 (2022)                        | 9,4                |
| Sury-près-Léré             | 18257      |                 | 17,78            | 656 (2022)                        | 37                 |
| Thauvenay                  | 18262      |                 | 9,86             | 319 (2022)                        | 32                 |
| Thou                       | 18264      |                 | 9,19             | 78 (2022)                         | 8,5                |
| Vailly-sur-Sauldre         | 18269      | Vaillysois      | 18,25            | 649 (2022)                        | 36                 |
| Veaugues                   | 18272      | Valgiciens      | 27,92            | 605 (2022)                        | 22                 |
| Verdigny                   | 18274      | Verdignaciens   | 4,99             | 318 (2022)                        | 64                 |
| Villegenon                 | 18284      |                 | 32,93            | 215 (2022)                        | 6,5                |
| Vinon                      | 18287      | Vinonnais       | 18,01            | 297 (2022)                        | 16                 |

## Administration

### Conseil communautaire
Les 50 délégués sont ainsi répartis selon le droit commun comme suit :
| Nombre de délégués | Communes                                                              |
| ------------------ | --------------------------------------------------------------------- |
| 4                  | Saint Satur, Sancerre                                                 |
| 3                  | Boulleret, Léré                                                       |
| 2                  | Belleville-sur-Loire, Savigny-en-Sancerre, Bannay, Vailly-sur-Sauldre |
| 1                  | Les autres communes                                                   |

## Liste des présidents
| Période         | Période                   | Identité       | Étiquette | Qualité           |
| --------------- | ------------------------- | -------------- | --------- | ----------------- |
| 17 janvier 2017 | En cours (au 9 août 2017) | Laurent Pabiot | LR        | Maire de Sancerre |

## Compétences
La communauté de communes adhère également à 6 syndicats mixtes
- syndicat mixte de collecte et de traitement des résidus ménagers des régions de Léré, Sancerre et Vailly sur Sauldre (2
- Syndicat mixte Pays Sancerre-Sologne
- Syndicat départemental d’Énergie du Cher